# Заліське
Залі́ське — село в Україні, у Тальнівській міській громаді, Звенигородського району Черкаської області. Розташоване на річці Макшиболото за 18 км на північ від адміністративного центру громади — міста Тального та за 20 км від залізничної станції Тальне. Загальна площа земель, які входять до адміністративно-територіальної одиниці села, становить 3 195,3 га. Чисельність населення — 740 осіб, кількість дворів — 392.

## Історія
У давнину територія села була заселена скіфами-скотарями, трипільцями, про що свідчать численні знахідки. На території полів розміщено 54 скіфських курганів. При перерозподілі земель у 1926 році кілька великих курганів перейшли до полів села Рижанівка Звенигородського району. На одному з них з 1996-го по 1998 рік проводилися розкопки, де було знайдено багато золотих і срібних речей. Поблизу села було виявлено залишки одного поселення трипільської культури та двох — черняхівської.
За переказами сучасне село засновано в другій половині XV століття. Перша писемна згадка про село датується 1760 роком, коли село було власністю графа Потоцького. За даними Уманського краєзнавчого музею до другої половини XVIII століття називалося Юзефівка, від імені панського економа Юзефа Владенчевського.
У другій половині XVIII століття село перейменовано на Заліське. У 1767 році збудовано дерев'яну церкву, при священикові Йосипі Сокальському дяком був Заліський.
Є відомості, що в 1768 році жителі села брали участь в народному повстанні під проводом Залізняка — Коліївщині.
У 1848 році в селі були селянські заворушення, які придушила військова команда. Друге заворушення, теж придушене військовою силою, відбулося в 1862 році, коли селяни відмовлялися відбувати повинності.
У 1864 році в селі проживало 1 462 мешканці. У 1894 році в селі залишилося 637 жителів, інші померли з голоду в 1893—1894 роках.
На початку XX століття село мало 2 725 десятин землі, з них 940 панської, 48 церковної, а 1 737 належало селянським родинам.
У селі діяв сільський банк, який очолював Лагодзя Іван Кирилович. На 1 січня 1900 року банк мав у касі 141 карбованець 64 копійки, у позиці — 4 569 карбованців. Був запасний продовольчий капітал в сумі 4 147 карбованців 10 копійок, мирський капітал — 147 карбованців.
У 1903 році стару церкву продано в село Антонівка. Будівництво нової церкви на 1 000 душ висотою 30 метрів з двома банями тривало два роки. Священиком був Павловський Петро Іванович.
У селі був пожежний обоз, до складу якого входили пара коней, дві бочки, багри, відра, лопати.
У 1912 році в селі мешкало 2 616 жителів, з них 2 591 українців, 11 поляків, 14 євреїв. Діяло дві церковнопарафіяльні школи, одна для хлопчиків, друга — для дівчаток.
На початку століття в селі зведено 14 вітряків, три водяні млини, пивоварня. У 1913 році паном Козачиінським побудовано паровий млин.
Під час Першої світової війни мобілізовано 180 мешканців села, з них 50 загинуло, багато потрапило в полон. Деякі повернулися з нагородами, зокрема повний кавалер Георгіївського хреста Крук Петро Сергійович та інші.
До Жовтневого перевороту село належало до Звенигородського повіту Гусаківської волості, а потім до Кобринської волості.

### Радянська влада
У 1926 році в селі було 673 двори, чисельність жителів становила 2 624 особи.
У 1930 році відбулася сходка жителів села, на якій вирішено створити колгосп. Для вступу до нього зібрано по селу заяви. На кінець лютого колективізацію завершено, усуспільнено коней, корів, волів, а також вози і плуги. Утворено чотири колгоспи, сівба затягнулася майже до жнив.
На початок 1932 року в селі вже проживало 3 300 осіб. Під час голодомору 1932—1933 років. в селі померло 1 100 осіб.
До радянсько-німецької війни побудовано стадіон і посаджено парк. У комплекс стадіону входили футбольне поле, волейбольний майданчик, баскетбольний майданчик, майданчик для ручного м'яча, тир і майданчик для парашутної вежі.
За роки нацистської окупації до Німеччини вивезено 240 юнаків і дівчат, 25 з них загинуло на каторжних роботах.
Близько 600 мешканців села брало участь у війні. 240 загинуло в боротьбі з ворогом, 280 відзначено орденами і медалями. Війна завдала збитків колгоспам майже на 16 мільйонів карбованців.
У 1949 році на території села було два колгоспи. У 1950 році вони об'єдналися в один, що називався імені Сталіна, згодом «Дружба», а з 1961 року — «Заповіт Леніна».
У центрі села в 1956 році встановлено пам'ятник 74 воїнам, які загинули при відвоюванні села.
У 1964 році збудовано школу. В 1968 році за кошти колгоспу збудовано лікарню на 35 ліжок, згодом дитячий садок на 80 місць, лазню, аптеку.
Станом на 1971 рік в селі мешкало 1 589 чоловік. Колгосп «Заповіт Леніна» мав 2 592,3 га сільськогосподарських угідь, у тому числі 2 338,7 га орної землі. Господарство вирощувало зернові і технічні культури.

## Сучасність
Землі села обробляють СТОВ Агрофірма «Корсунь», ТОВ «Айова» та ФГ «Агра».
На території села розташовані та функціонують Заліський НВК, клуб, бібліотека, медична амбулаторія, відділення зв'язку, магазин РайСТ і шість торгових точок приватних підприємців.

## Відомі люди
У селі народилося і виросло близько 50 офіцерів, з них п'ять полковників армії, два полковники міліції.
Відомі уродженці:
- Брайченко Олексій Дмитрович, кандидат історичніх наук;
- Зозуля Віталій Васильович, військовослужбовець НГУ;
- Костецька Тамара Степанівна, поетеса;
- Різник Святослав Миколайович, доктор фізико-математичних наук;
- Стежковий Василь Карпович, кандидат медичних наук;
- Тьопенко Віктор Миколайович (1972—2022) — сержант Збройних Сил України, учасник російсько-української війни;
- Хоменко Володимир Михайлович, журналіст, автор книги «Звенигородщина»